# Have Heart
Have Heart va ser un grup straight edge de hardcore punk que es va formar a New Bedford el 2002.

## Història
La banda va gravar la seva primera maqueta el 2003. El 2004 van publicar l'EP What Counts (Think Fast! Records), i el 2006 el seu debut de llarga durada, The Things We Carry (Bridge Nine Records), girant l'any següent per Europa. El seu treball Songs to Scream at the Sun va ser objecte d'una recepció favorable de la crítica i va esdevenir «disc de l'any» de molts llocs web orientats al hardcore.
Les lletres de Have Heart cobreixen una gran varietat de temes com el tractament de la imatge personal als mass media, l'straight edge, l'autocontrol i el respecte, el pacifisme, la pressió social sobre el jovent, la perseverança, l'autodestrucció, l'amistat o la família, fet que ha permès a Have Heart obtenir certa consideració en l'escena positive hardcore.
El 13 de maig de 2009, el cantant Patrick Flynn va anunciar al Myspace del grup que Have Heart es dissoldria havent completat la seva gira mundial programada i després d'un últim concert al National Edge Day el 17 d'octubre de 2009 a Revere.
Bridge Nine Records va publicar pòstumament la gravació en directe del darrer concert de Have Heart, titulat 17.07.09, el 23 de novembre de 2010.
Després de la separació de Have Heart, Patrick Flynn va començar a treballar com a professor d'història, tot i que ell i els altres membres van romandre actius en les seves escenes locals. Flynn i Costa, juntament amb membres de Dropdead, Fucking Invinsible i Voices Forming Weapons, van formar la banda Sweet Jesus el 2010. Flynn i Stemper van formar Clear i van publicar una maqueta el 2011. Flynn, Costa i membres de Basement van formar el grup Fiddlehead i van publicar una maqueta el 2014.
El 2015, quatre dels cinc membres finals de Have Heart (Patrick Flynn, Kei Yasui, Shawn Costa i Ryan Hudon), a més del guitarrista de gira del 2009, Austin Stemper, van formar la banda Free, publicant una maqueta, seguida d'un EP titulat Ex Tenebris el 15 de maig, 2017. Flynn va afirmar que, tot i mantenir l'última formació i el mateix procés creatiu, van canviar el nom de la banda per a no «prendre l'atenció» de les bandes hardcore més joves.
El febrer de 2019, Free va anunciar que farien vuit concerts, amb el nom de Have Heart, a Leeds, Boston, Los Angeles i Colònia durant el juliol de 2019.

## Discografia
- 2003: Demo
- 2004: What Counts (EP, Think Fast! Records)
- 2006: The Things We Carry (Bridge Nine Records)
- 2008: Songs To Scream At The Sun (Bridge Nine Records)
- 2008: You Can't Go Home Again (EP, Bridge Nine Records)
- 2010: 10.17.09 (Live-Album, Bridge Nine Records)
- 2012: Straight Edge (EP, Bridge Nine Records)
- 2019: Lions And Lambs (EP, Bridge Nine Records)